# Van Eeden (Tranvía de Amberes)
La estación de Van Eeden es una estación de la red de Tranvía de Amberes, perteneciente a la sección del premetro, operada por las líneas    y .
Se encuentra en el túnel oeste de la red, bajo la plaza Frederik van Eeden.

## Presentación
La estación fue inaugurada el 21 de septiembre de 1990, con el nombre de « Frederik van Eeden ». Hacía referencia al escritor neerlandés Frederik van Eeden, en cuyo honor se nombró la plaza en la que se encuentra. Ese mismo día, se inauguró también el túnel oeste, bajo el río Escalda.
Se trata de la única estación de la orilla izquierda. Tiene 65 metros de largo y está hecha de ladrillo. Tiene una entrada al nivel de la estación de autobús de la ría izquierda.
El primer nivel contiene las máquinas dispensadoras, estando los andenes en el segundo.

## Intermodalidad
| \| Línea \| Recorrido \| Andén \| \| ----- \| ------------------------ \| ----- \| \| 81 \| Antwerpen ↔ Lokeren \| 3 \| \| 82 \| Antwerpen ↔ Lokeren \| 3 \| \| 83 \| Antwerpen ↔ Kieldrecht \| 3 \| \| 84 \| Antwerpen ↔ Kieldrecht \| 3 \| \| 85 \| Antwerpen ↔ Moerbeke \| 3 \| \| 87 \| Antwerpen ↔ Zwijndrecht \| 1 \| \| 89 \| Antwerpen ↔ Kieldrecht \| 3 \| \| 93 \| Antwerpen ↔ Sint-Niklaas \| 1 \| \| 95 \| Antwerpen ↔ Sint-Niklaas \| 1 \| \| 97 \| Antwerpen ↔ Sint-Niklaas \| 1 \| \| 99 \| Antwerpen ↔ Hamme \| 1 \| \| 995 \| Antwerpen ↔ Hamme \| 2 \| |                          |       |
| Línea | Recorrido                | Andén |
| 81 | Antwerpen ↔ Lokeren      | 3     |
| 82 | Antwerpen ↔ Lokeren      | 3     |
| 83 | Antwerpen ↔ Kieldrecht   | 3     |
| 84 | Antwerpen ↔ Kieldrecht   | 3     |
| 85 | Antwerpen ↔ Moerbeke     | 3     |
| 87 | Antwerpen ↔ Zwijndrecht  | 1     |
| 89 | Antwerpen ↔ Kieldrecht   | 3     |
| 93 | Antwerpen ↔ Sint-Niklaas | 1     |
| 95 | Antwerpen ↔ Sint-Niklaas | 1     |
| 97 | Antwerpen ↔ Sint-Niklaas | 1     |
| 99 | Antwerpen ↔ Hamme        | 1     |
| 995 | Antwerpen ↔ Hamme        | 2     |